# Studeno na Blokah
Studeno na Blokah – wieś w Słowenii, w gminie Bloke. W 2018 roku liczyła 42 mieszkańców.